# Orthostichopsis subtenuis
Orthostichopsis subtenuis är en bladmossart som beskrevs av Brotherus 1906. Orthostichopsis subtenuis ingår i släktet Orthostichopsis och familjen Pterobryaceae. Inga underarter finns listade i Catalogue of Life.